# Нахичеванское шахство
Нахичеванское шахство — феодальное государство на Южном Кавказе, существовавшее с конца X века до 60-х годов XI века. Столицей государства был Нахичевань.

## История

### Происхождение династии
Имя Абу Дулаф впервые упоминается в трудах арабских авторов IX—X веков — Балазури, Табари, Ибн аль-Надима и других. Согласно этим источникам, одним из командующих армией Арабского халифата в IX веке был аль-Касим ибн Иса аль-Иджли Абу Дулаф. Также известный в источниках как поэт, он был одним из потомков арабов, которые мигрировали в северные провинции Арабского халифата во время правления Аббасидов.

### Создание государства и развитие
В 825—898 годах династия Абудулафи владела поселением Карадж между Хамаданом и Исфаханом. Во время правления династии Саджидов в Азербайджане (конец IX века) Абудулафиды подчинялись им. Примерно через сто лет, в 982 году, Абу Дулаф захватил Нахчыван и Двини, принадлежавшие Шаддадидам, и основал государство.
В 983 году Абу Дулаф напал на провинцию Васпуракан, управляемую армянской феодальной династией Арцруни. В 987—988 годах армия Абу Дулафа потерпела поражение от известного феодала из династии Раввадидов Абу аль-Хайджа ибн Раввада. Смерть правителя Раввадидов в 988 году позволила Абу Дулафу вновь обосноваться в Нахчыване и Двине. Асогик отмечает, что в этот период Абу Дулаф достиг договоренности с армянским правителем Смбатом и согласился жить в мире. Известный персидский поэт Катран Тебризи, живший в то время в Нахичеване, восхвалял Абу Дулафп, «победившего врага в крепости Нахичевань».
В 1018—1021 годах огузы напали на Нахчыван и Двину. В этом случае армия Абу-Дафиса не смогла оказать им сильного сопротивления. Как и другие феодалы, которые подчинялись Шаддадидам, Абудуафиды платили налоги в их казну, использовали их деньги.
Некоторые источники утверждают, что Абудулафиды были родственниками Раввадидов и Арцрунидов.

### Распад государства
Во время похода сельджукского султана Тогрула на Азербайджан в 1054—1055 годах Нахичеван тоже подвергся к нападению. В 1063 году второй сельджукский султан Алп Арслан вторгся на Южный Кавказ. Исследователи отмечают, что Алп-Арслан положил конец государству, сместив правителей Абудулафидов и назначив в Нахчыван эмира из сельджуков.